# Сами ел Џабер
Сами ел Џабер (Ријад, Саудијска Арабија, 11. децембар 1972) бивши је саудијски фудбалер који је играо на позицији нападача.
Маркос Пакета, селектор репрезентације Саудијске Арабије, уврстио је Самија ел Џабера у тим за Светско првенство у фудбалу 2006. у Немачкој.